# Mekeo
Le mekeo est une des langues de la pointe papoue (une des langues océaniennes) parlée dans la Province centrale, dans le district de Kaiyuku par le peuple Mékéos. Sa limite occidentale est Waima, orientale Kuni et Kunimaipa. Il est également parlé dans la Gulf Province, par 19 000 locuteurs. Il est assez proche du motu (à 63 %). Il porte aussi le nom de mekeo-kovio. Il comporte de nombreux dialectes, généralement intelligibles sauf le mekeo du Nord et de l'Ouest — bien que la plupart des mekeo comprennent le dialecte de leurs voisins immédiats. Le kovio n'est pas contigu et est périphérique (il partage néanmoins 81 % avec le mekeo du Nord et de l'Ouest, 79 % avec le mekeo de l'Est.